# أبلاي مبينجيو
أبلاي مبينجيو (بالفرنسية: Ablaye Mbengue)‏ (19 مايو 1992 بالسنغال - ) هو لاعب كرة قدم سنغالي في مركز الهجوم في النادي العربي السعودي. لعب مع تيريك غروزني وAkanda FC ‏.

## وصلات خارجية
- أبلاي مبينجيو على موقع قاعدة بيانات كرة القدم.إي يو (الإنجليزية)
- أبلاي مبينجيو على موقع Soccerway.com (الإنجليزية)
- أبلاي مبينجيو على موقع عالم كرة القدم.نت (الإنجليزية)